# Aladár Tóth
Aladár Tóth (ur. 4 lutego 1898 w Székesfehérvárze, zm. 18 października 1968 w Budapeszcie) – węgierski działacz kulturalny, pisarz i krytyk muzyczny.

## Życiorys
W latach 1920–1924 odbył studia pianistyczne i kompozytorskie w akademii muzycznej w Székesfehérvárze. Następnie podjął studia filozoficzne na Uniwersytecie Budapeszteńskim, gdzie w 1925 roku doktoryzował się na podstawie pracy Adatok Mozart zenedrámáinak esztétikájához. Współpracował jako krytyk muzyczny z dziennikami „Új nemzedék” (1920–1923) i „Pesti napló” (1923–1939) oraz czasopismem literackim „Nyugat” (1923–1940). Publikował również w czasopismach zagranicznych. Wspólnie z Bence Szabolcsim wydał pierwszą węgierską encyklopedię muzyczną, Zenei lexikon. Podczas II wojny światowej przebywał na emigracji w Szwecji. Po powrocie na Węgry piastował w latach 1946–1956 funkcję dyrektora Opery Budapeszteńskiej. W 1952 roku otrzymał nagrodę im. Kossutha.
Należał do grona pierwszych entuzjastów i propagatorów twórczości Béli Bartóka i Zoltána Kodálya. W okresie kierowania Operą Budapeszteńską przyczynił się, pomimo ograniczeń materialnych i warunków politycznych, do odrodzenia powojennego życia muzycznego na Węgrzech. Udało mu się zaangażować na stanowisko dyrygenta Ottona Klemperera, przygotował też premiery wielu dzieł m.in. Zoltána Kodálya, Pála Kadosy i Ferenca Farkasa.
W 1937 roku poślubił pianistkę Annie Fischer.

## Prace
(na podstawie materiałów źródłowych)
- Mozart: Figaro lakodalma (Budapeszt 1928)
- Zenei lexikon, wspólnie z Bence Szabolcsim (Budapeszt 1931–1932; 2. wyd. zrewid. 1965)
- Zoltán Kodály (Wiedeń 1932)
- Liszt Ferenc a magyar zene útján (Budapeszt 1940)
- Mozart, wspólnie z Bence Szabolcsim (Budapeszt 1941)
- Verdi művészi hitvallása (Budapeszt 1941)
- Tóth Aladár válogatott zenekritikái (red. Ferenc Bónis, Budapeszt 1968)